# Suore di San Domenico di Tacoma
Le Suore di San Domenico, di Tacoma (in inglese Dominican Sisters of Tacoma; sigla O.P.), sono un istituto religioso femminile di diritto pontificio.

## Storia
L'istituto sorse a opera di tre religiose domenicane dalla congregazione del Sacro Cuore di Caldwell provenienti da Jersey City: Maria Tommasina Bulmeier, Maria di Chantal Brown e Maria Luisa Burns. Rispondendo alla richiesta di suore insegnanti per il West, nel 1888 si stabilirono a Pomeroy, in diocesi di Nesqually.
Nel 1890 il vescovo Egidius Jünger ottenne dalla Santa Sede il permesso di costituire un noviziato e una casa-madre a Pomeroy; nel 1896 la comunità fu chiamata ad aprire una scuola a Tacoma, dove furono trasferiti il noviziato e la casa-madre.
La congregazione, aggregata all'ordine domenicano dall'11 aprile 1890, ricevette il pontificio decreto di lode il 2 luglio 1937; le sue costituzioni ottennero l'approvazione definitiva il 18 dicembre 1956.

## Attività e diffusione
Le suore si dedicano all'istruzione e all'educazione religiosa della gioventù, all'assistenza agli orfani, all'attività infermieristica, all'apostolato missionario e a lavori sociali di tutti i generi.
La sede generalizia è a Tacoma, in arcidiocesi di Seattle.
Alla fine del 2015 l'istituto contava 49 religiose in 5 case.